# Kissee Mills
Kissee Mills – jednostka osadnicza w Stanach Zjednoczonych, w stanie Missouri, w hrabstwie Taney.